# Brunnenmeile Duisburg

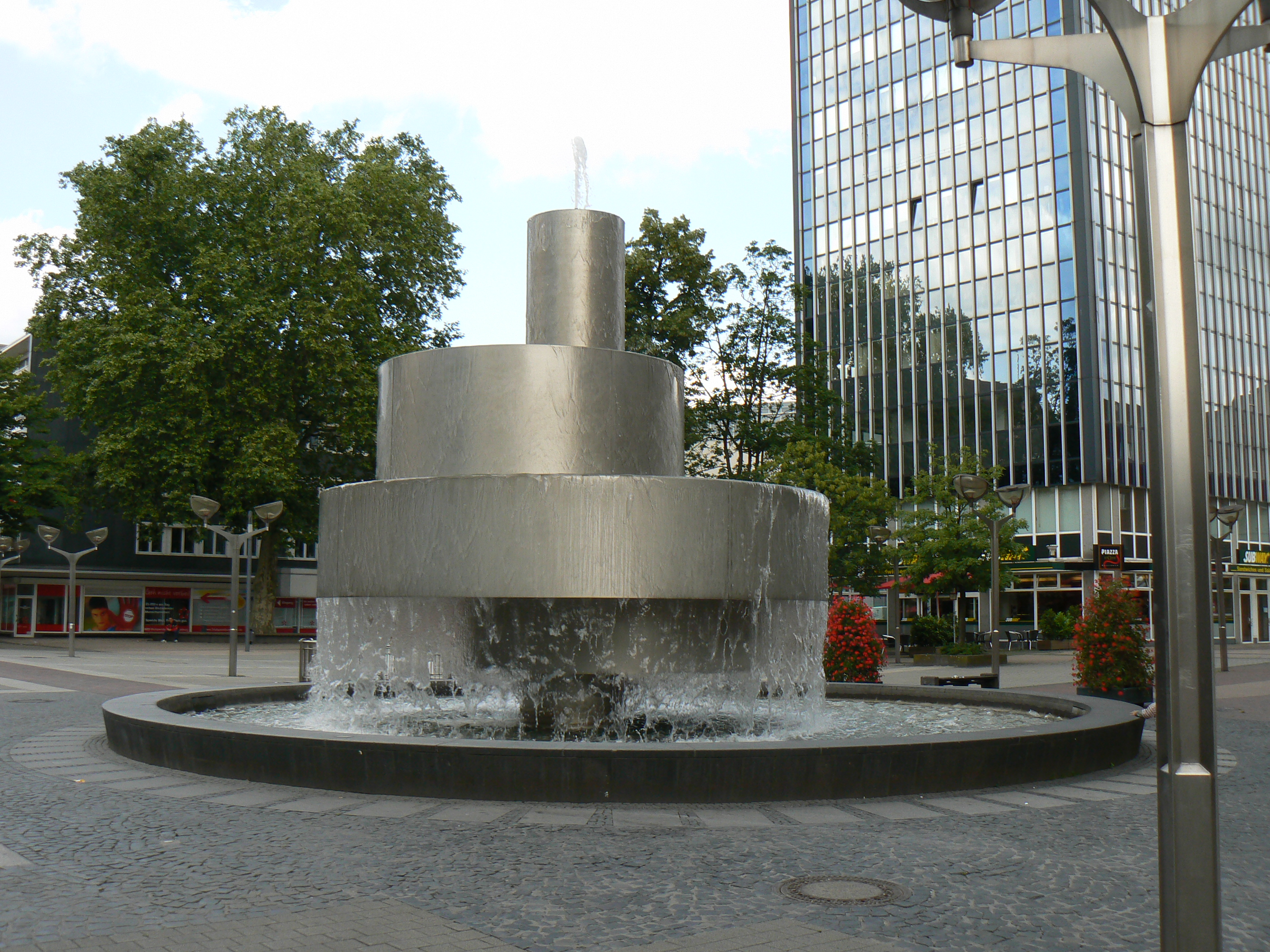
Ohne Titel (1983) André Volten

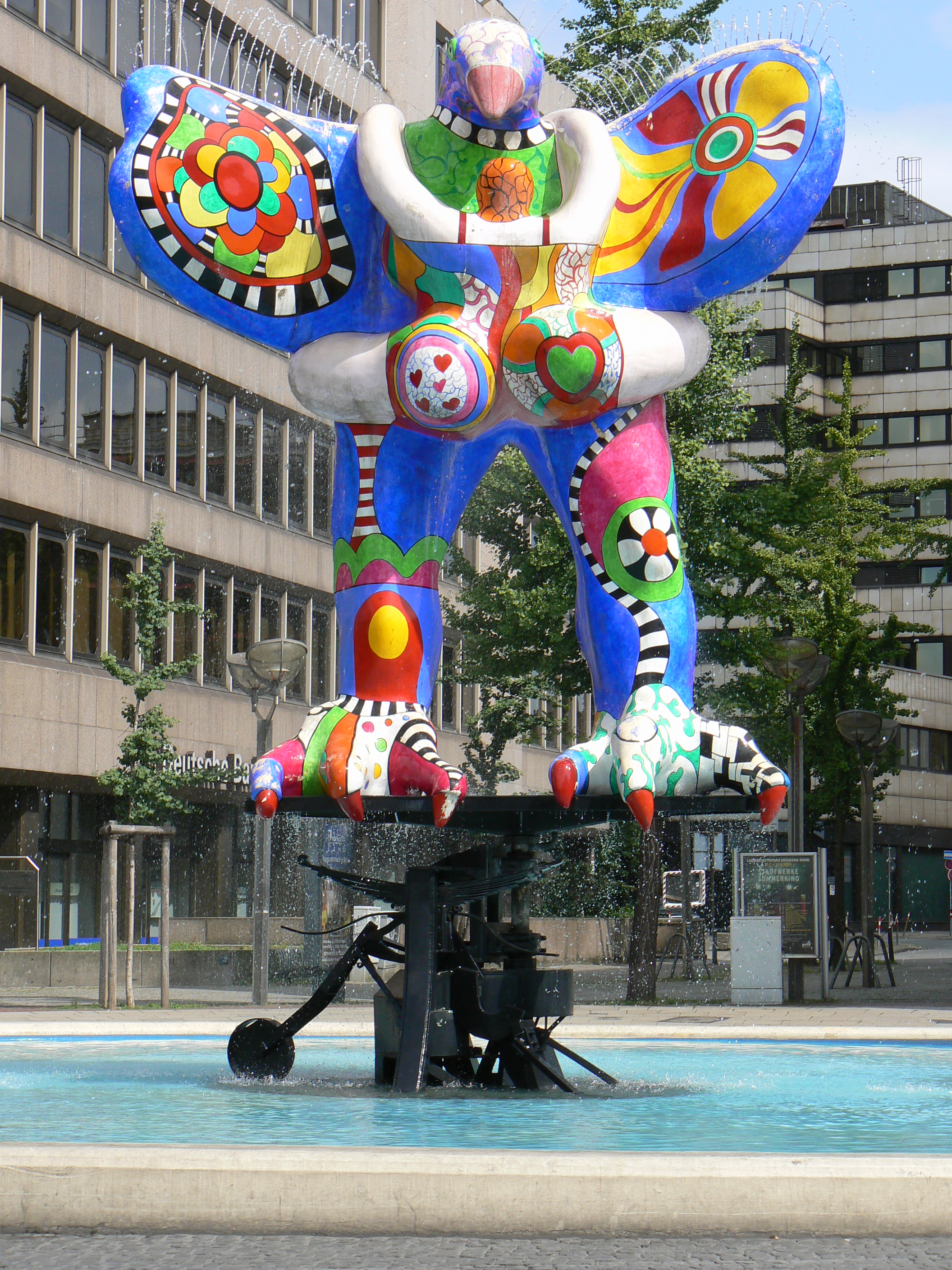
Lifesaver (1989/1993) Niki de Saint Phalle/Jean Tinguely

Die Brunnenmeile Duisburg ist ein Skulpturenweg im Stadtzentrum von Duisburg in Nordrhein-Westfalen. Diese Meile entstand entsprechend der Idee des Braunschweiger Architekten Hartmut Rüdiger nach einem bundesweiten Wettbewerb. Die Brunnenmeile ist ungefähr 1 km lang. Der Weg wurde 1993 vervollständigt und verläuft entlang der Fußgängerzone Königstraße, die nach dem Bau des Stadtbahntunnels umfassend umgestaltet wurde. Zur Brunnenmeile nach Rüdiger zählen die ab 1983 erstellten Brunnen von Volten, Alt, Werthmann, Hegewald, Saint Phalle/Tinguely, Virnich und Marjanov.

## Wasserspiel und Skulpturen
Die Werke sind nachfolgend im Verlauf der Ost-West-Richtung dargestellt.
- André Volten, Ohne titel (1983): Rostfreier Stahl. Im Volksmund Waschmaschine genannt
- Otmar Alt, Wassermühle (1986): Bronzeskulptur aus Pflanzen und Blumen, im Volksmund Kaffeemühle genannt
- Friederich Werthmann, Mercatorkugel  (1965) – Rostfreier Stahl in einem Betonbecken von 11 Metern Durchmesser (Hommage an Gerard Mercator). 1993 auf der Brunnenmeile aufgestellt, mit dem Bau des Forum Duisburg abmontiert und später – ohne Brunnen – vor dem Kuhlenwallkarree wieder aufgestellt
- Ulf Hegewald, Stadtbild  (1991–1993): Stadtbild, rotbraune Keramik über Beton
- Niki de Saint Phalle/Jean Tinguely, Lifesaverbrunnen (1989–1993): Polyester mit Bemalung über Teflonbeschichtung auf Stahlsockel – Duisburgs berühmtestes und wegen seiner Kosten umstrittenstes Kunstwerk
- Thomas Virnich, Schiffsmasken (1991–1993): Stahl und Ziegel über Beton
- Wasa Marjanov, Skulptur für Duisburg (1992): Rostfreier Stahl in einem Marmorbecken. Anders als die übrigen Brunnen nicht auf der Königstraße, sondern auf dem nahegelegenen Friedrich-Wilhelm-Platz gelegen.

## Weitere Brunnen
Weitere historische Brunnen befinden sich entlang der Fußgängerzone:
- August Kraus, Männeken Pis (1908): Es handelt sich um keine Kopie des Manneken Pis in Brüssel. Die 80 cm große Figur wurde nach dem Skandal Unzucht anlässlich einer Wanderung in Duisburg 1992 aufgestellt.
- Gerhard Schülke/Joseph Reiss, Mercatorbrunnen (1878) – Benannt nach Gerardus Mercator, der von 1552 bis 1594 in Duisburg lebte und arbeitete
- Unbekannter Künstler, Triton- bzw.  Delphinbrunnen (1971 aufgestellt)
- Zoltan Székessy, IHK-Brunnen (1958) – anlässlich der 15-Jahr-Feier der Industrie- und Handelskammer Duisburg aufgestellt